# Fravites
Fravites (grec antic: Φραβίτας; llatí: Fravitas) va ser patriarca de Constantinoble de l'any 488 al 489.
Segons Nicèfor Cal·list Xantopul, quan va morir Acaci, l'emperador Zenó va posar a l'altar major de l'església de Constantinoble dos fulls de paper. En un hi havia una pregària a Déu perquè indiqués, a l'altre full en blanc i a través d'un àngel, el nom de qui havia de ser el nou patriarca. Va ordenar un dejuni de 40 dies i unes pregàries cada dia per tal d'aconseguir l'èxit. La custòdia de l'església la va encarregar a l'eunuc camarlenc imperial.
Fravites era un prevere encarregat de l'església de santa Tecla i per la seva ambició va pagar una suma important a l'eunuc i li va prometre molts diners si posava el seu nom al paper en blanc. Passats els quaranta dies, i en obrir l'arqueta on hi havia els papers, al full en blanc s'hi va veure escrit el nom de Fravites, que va ser proclamat bisbe envoltat per les multituds admirades. Però Fravites va morir al cap de pocs mesos i l'eunuc pressionava als seus marmessors perquè paguessin els diners que encara devia. L'emperador va conèixer la història i va destituir l'eunuc dels seus càrrecs i el va expulsar de la ciutat. Avergonyit, va deixar l'elecció del nou patriarca en mans del clergat.
Fravites va intentar una aproximació entre el papa Fèlix III i Pere Monge, patriarca monofisista d'Alexandria i va enviar una carta al papa en aquest sentit, acompanyada d'una carta de l'emperador Zenó, on destacava les qualitats de Fravites. Però l'alegria que el papa va tenir pensant que s'havia acabat l'heretgia, es va acabar quan va conèixer una altra carta entre Fravites i Pere Monge on es negava tota reconciliació am el papat.